# 핀란드의 간선 철도

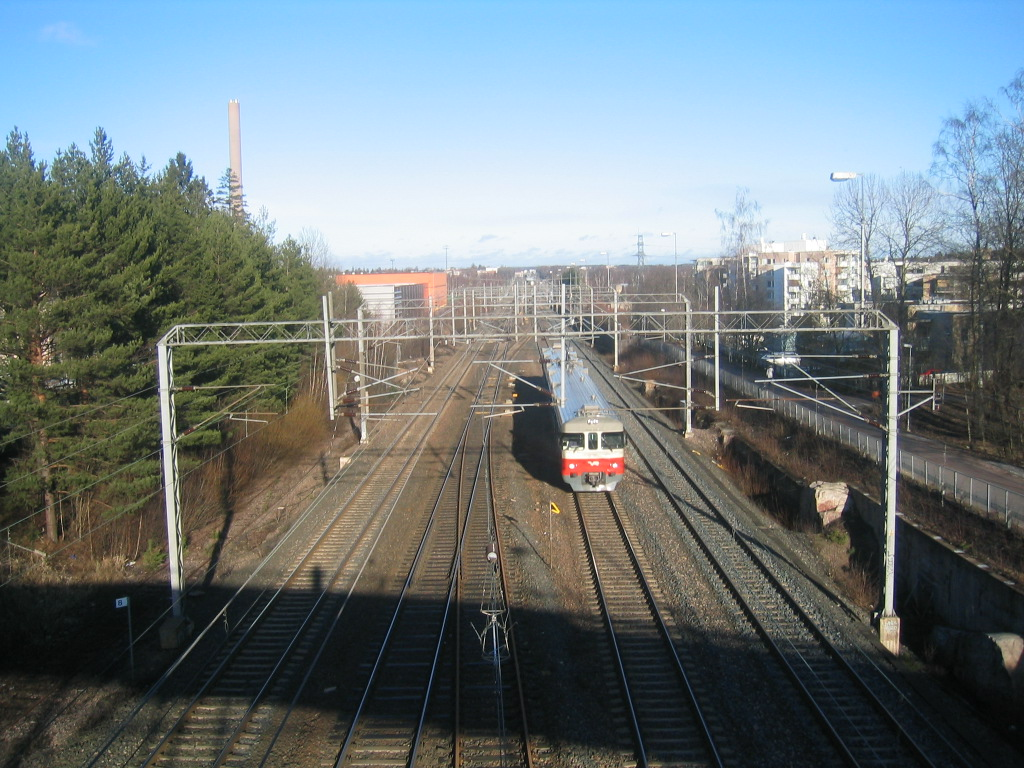
헬싱키-리히매키 선

노선도.

핀란드의 간선 철도(핀란드어: Päärata, 스웨덴어: Stambanan)는 핀란드의 헬싱키-해멘린나-탐페레-세이내요키-코콜라-오울루를 잇는 철도 노선을 가리킨다. 영업 거리상 노선은 헬싱키-해멘린나, 해멘린나-탐페레, 탐페레-세이내요키, 세이내요키-오울루로 나뉘어 있으며, 이 중 헬싱키-탐페레 간은 복선이다. 노선 연선에 핀란드 인구의 1/3이 살고 있기 때문에 중요한 철도 노선으로 사용된다.

## 역사
핀란드의 첫 철도는 1849년 3월 20일에 제안되었다. 당시 알프레드 스테른발(Alfred Stjernvall)은 헬싱키-야나칼라-투르크하우타를 잇는 철도를 제안하였다. 제안 당시에는 말이 끄는 철도를 제시하였고, 1851년 헬싱키-해멘린나 간의 궤도 설치를 위한 조사가 완료되었다. 1853년 3월 해멘린나 시에서는 시에 살고 있던 귀족과 함께 헬싱키로 가는 철도를 자체적으로 부설하려고 하였으나, 이 안은 거절되었다. 철도 건설은 1853년-1856년 사이에 있었던 크림 전쟁으로 지연되었다.
1856년 3월 알렉산드르 2세가 핀란드를 방문하였을 때 내륙 운송을 강화할 것을 명령하였다. 이 과정에서 철도 건설이 고려되었으며, 1851년 당시의 계획이 높은 지지를 얻었다. 1856년 11월 왕실 위원회에서 결정안이 채택되었고, 12월에 내각의 지지를 얻었다. 알렉산드르 2세는 1857년 3월 4일 최종적으로 승인하였다.
1862년 1월 일부 구간이 완공되었고, 1862년 1월 31일 오전 11시에 해멘린나에 첫 열차가 도착하였다. 시험 운행 당시 30명의 승객을 태웠다. 같은 해 2월에는 열차 요금과 시간표가 공개되었고, 3월 17일에 정식 영업을 시작하였다. 이 날은 현재 VR 그룹의 창립 기념일이다. 1859년 영국에서 증기 기관차 4량을 주문하였고, 부분적으로 핀란드에서 조립되었다. 4량의 이름은 각각 일마리넨(Ilmarinen), 알루타르(Alutar), 레민캐이넨(Lemminkäinen), 수오미(Suomi)이다. 최고 속도는 80km/h이며, 전장 14.3미터이다. 모든 기관차는 1910년 초에 해체되었다.

### 추가 건설
헬싱키-해멘린나 간이 건설된 이후에도 계속 노선이 연장되었다.
- 1862년: 헬싱키-해멘린나
- 1876년: 해멘린나-탐페레, 토이알라-투르쿠
- 1882년: 탐페레-하파매키-세이내요키
- 1883년: 세이내요키-바사
- 1885년: 세이내요키-코콜라
- 1886년: 코콜라-오울루-투이라-토필라
- 1909년: 투이라-케미-로바니에미
- 1932년: 로바니에미-케미얘르비
- 1971년: 탐페레-파르카노-세이내요키

## 노선
- 헬싱키-리히매키 선
- 리히매키-탐페레 선
- 탐페레-세이내요키 선
- 포얀마 선 (세이내요키-오울루)

## 같이 보기
- 리히매키-상트페테르부르크 철도